# Mortes em fevereiro de 2023
Mortes em 2023: ← Janeiro – Fevereiro – Março – Abril – Maio – Junho – Julho – Agosto – Setembro – Outubro – Novembro – Dezembro →
Esta é uma relação de pessoas notáveis que morreram durante o mês de fevereiro de 2023, listando nome, nacionalidade, ocupação e ano de nascimento.

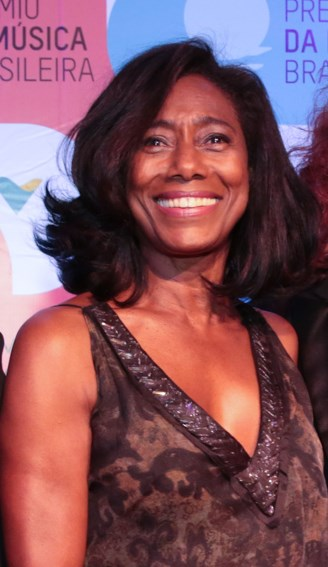
Glória Maria, jornalista brasileira.

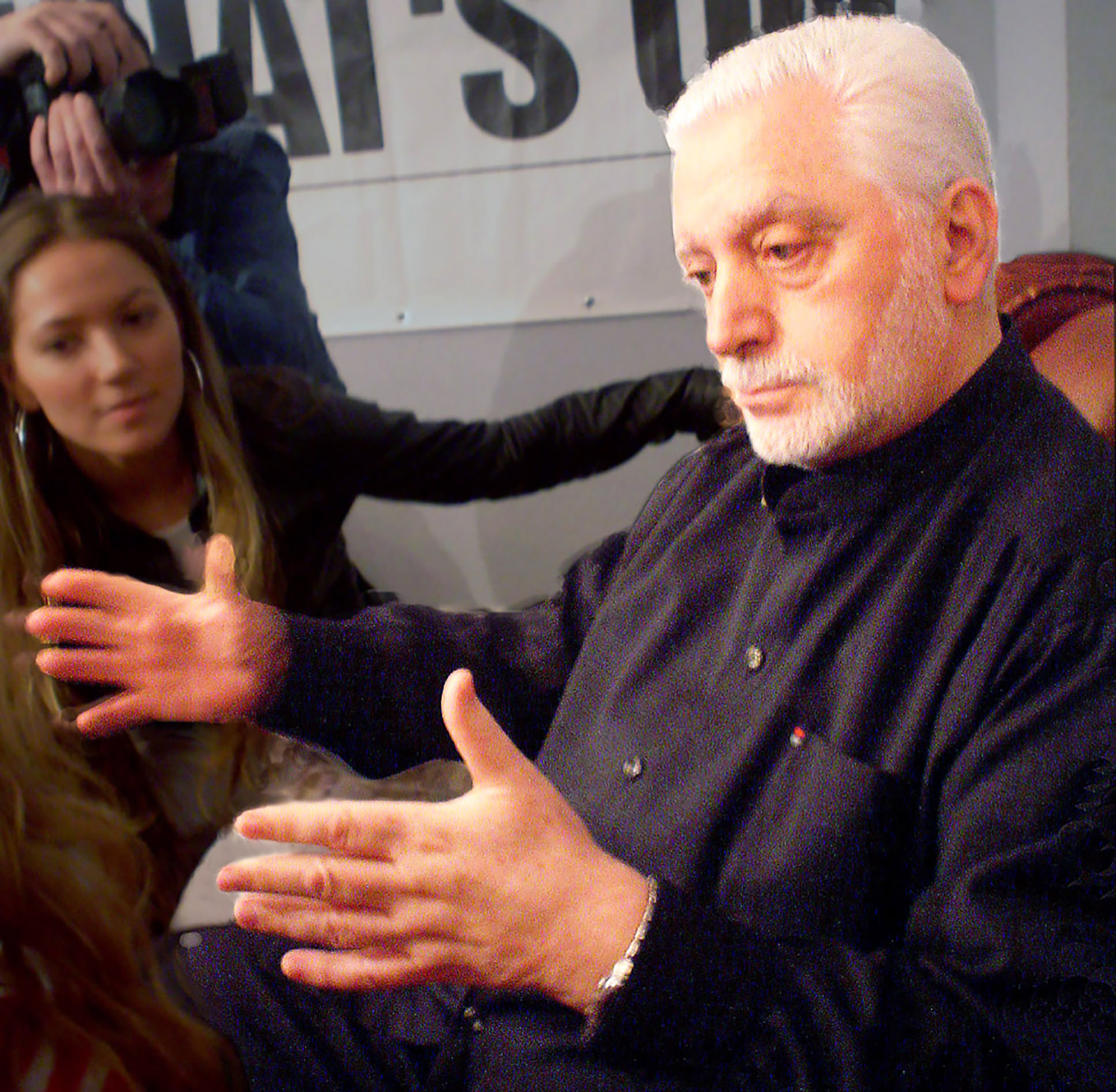
Paco Rabanne, estilista espanhol.

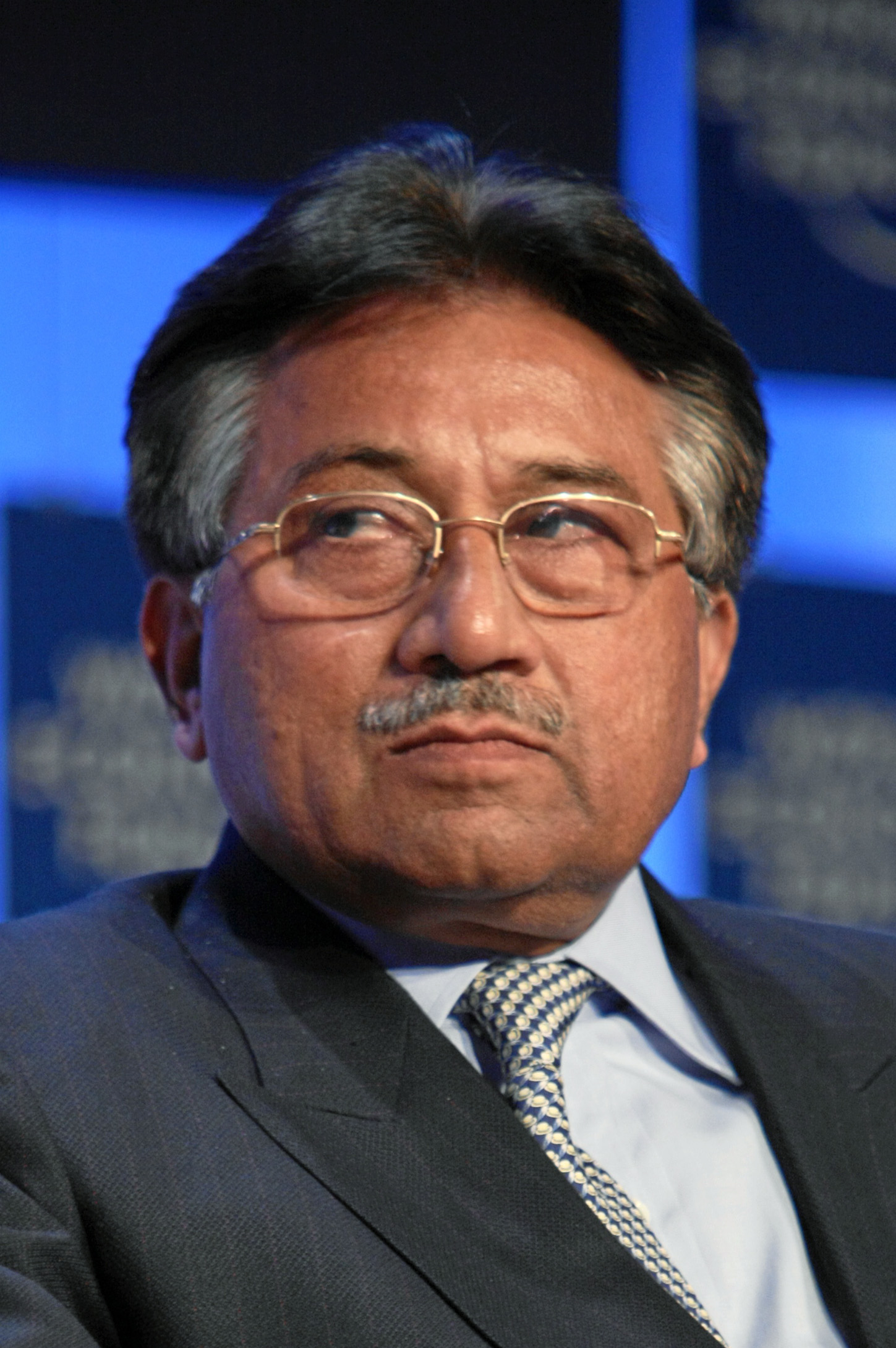
Pervez Musharraf, ex-presidente do Paquistão.

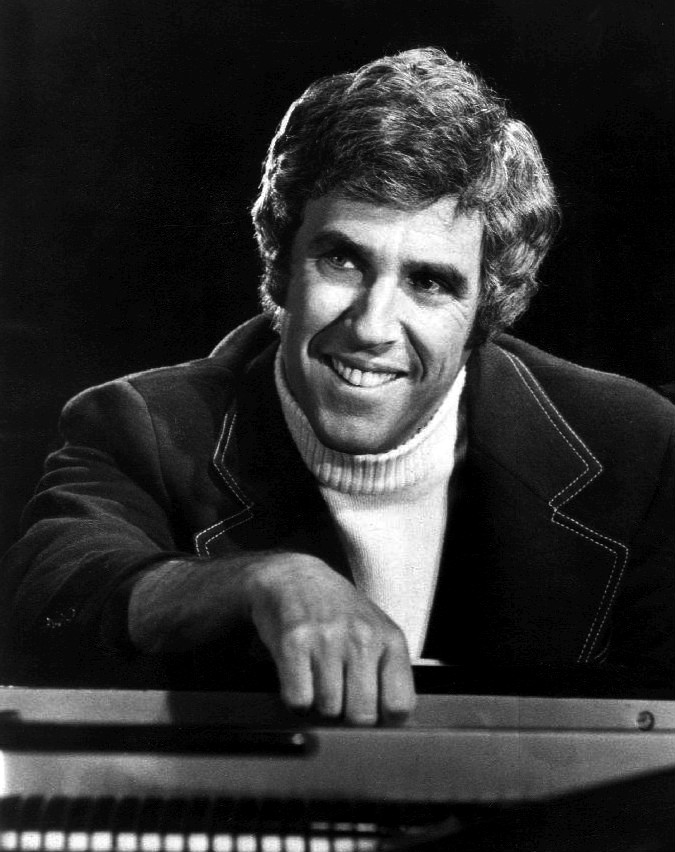
Burt Bacharach, pianista e compositor norte-americano.

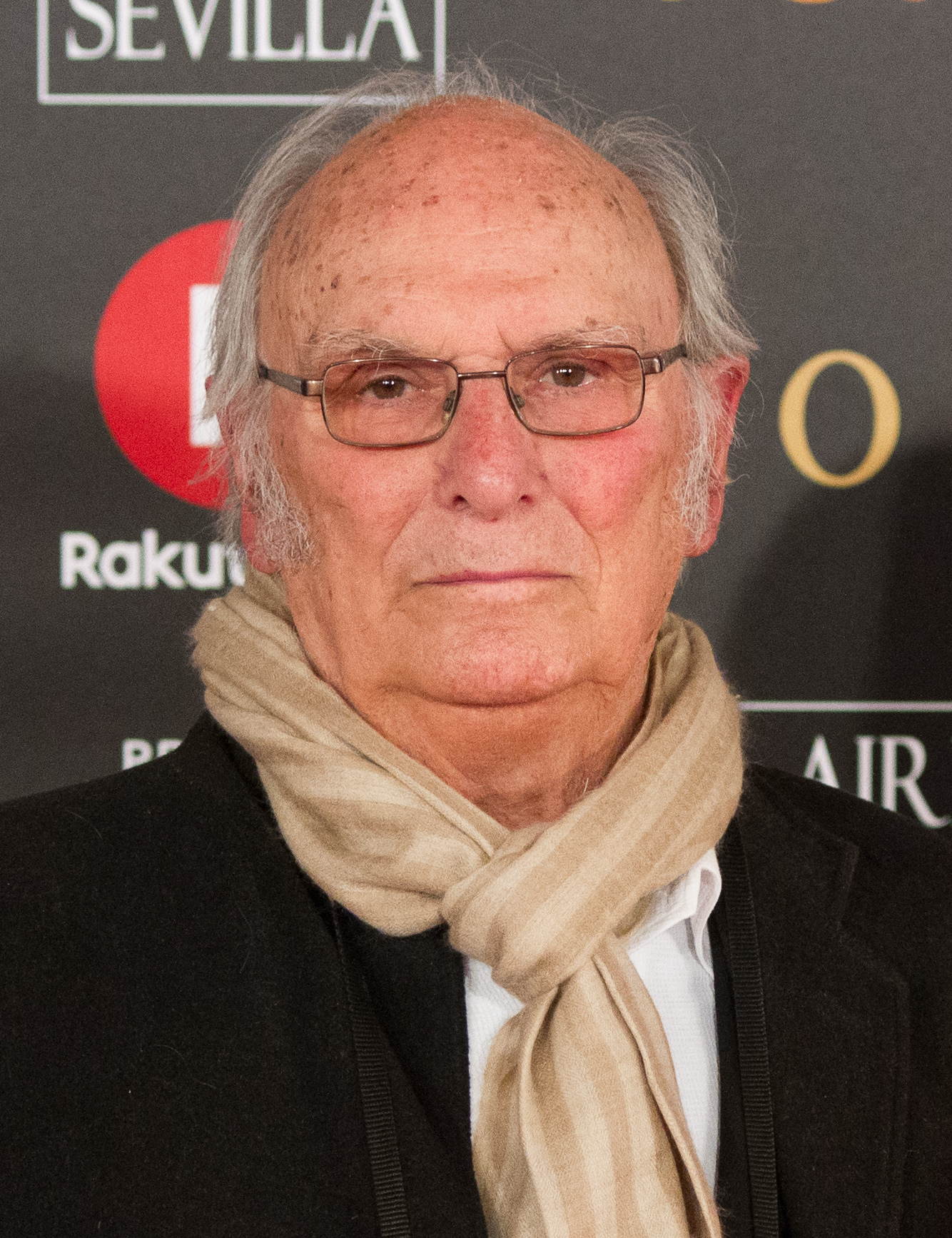
Carlos Saura, cineasta espanhol.

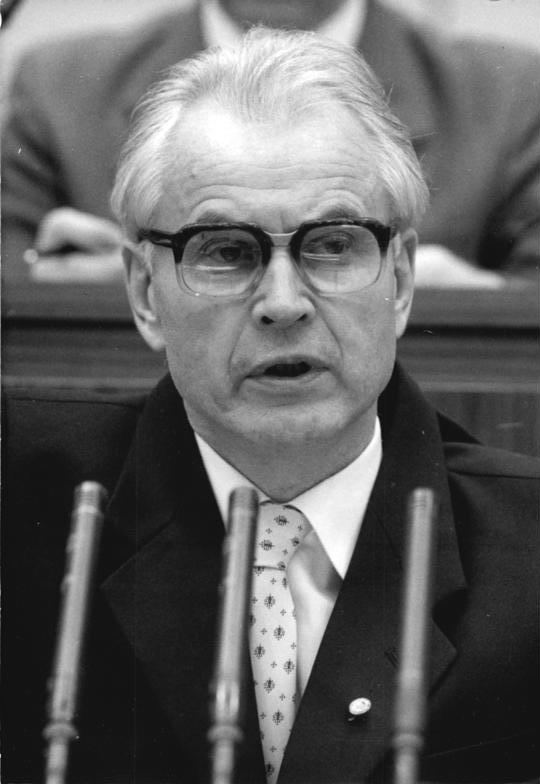
Hans Modrow, político alemão.

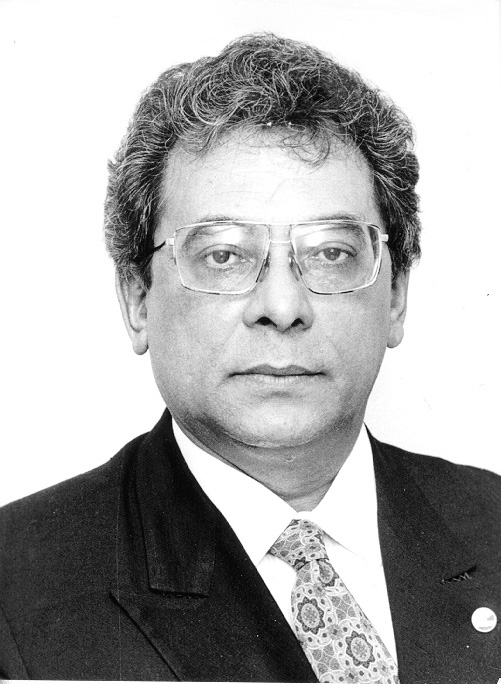
Amazonino Mendes, político brasileiro.

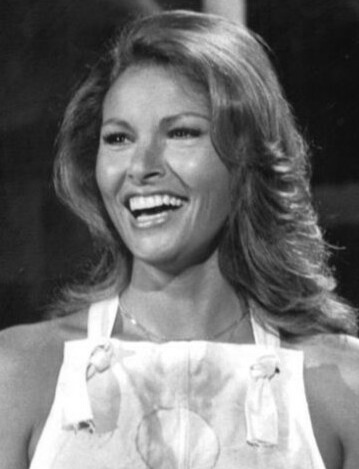
Raquel Welch, atriz norte-americana.

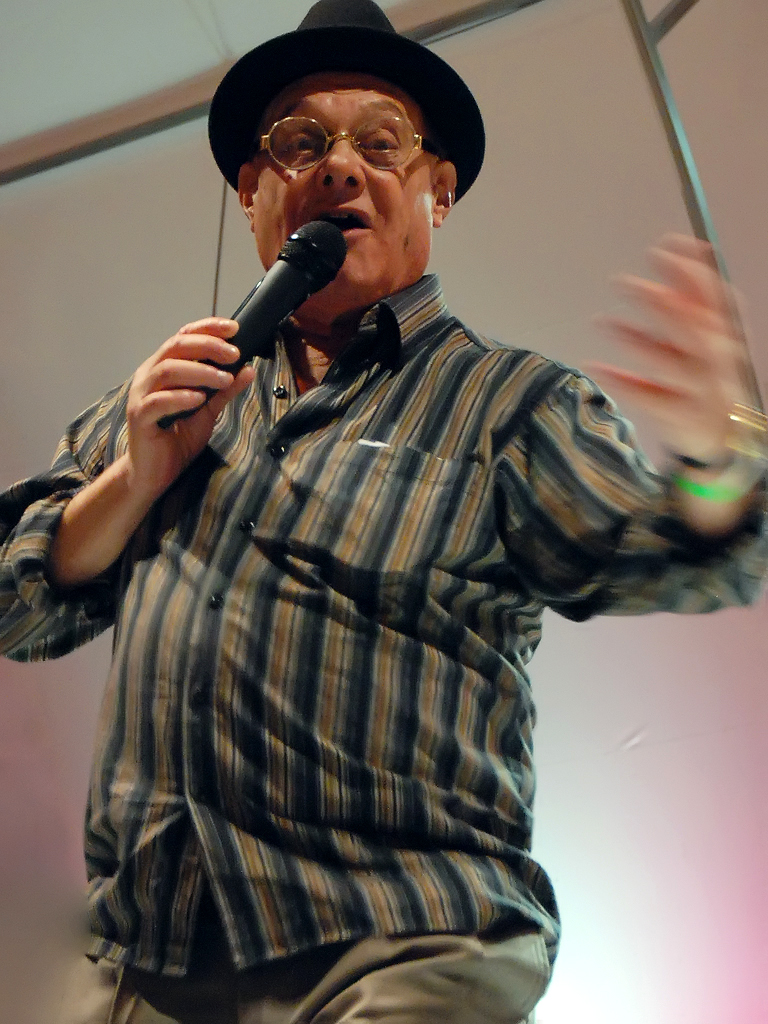
Germano Mathias, cantor e compositor brasileiro.

| Dia | Nome                         | Profissão ou motivo de reconhecimento | Nacionalidade                   | Nasc. | Ref    |
| --- | ---------------------------- | ------------------------------------- | ------------------------------- | ----- | ------ |
| 1   | Sidney Thornton              | Jogador de futebol americano          | Estados Unidos                  | 1954  | [ 1 ]  |
| 1   | René Schérer                 | Filósofo                              | França                          | 1922  | [ 2 ]  |
| 2   | Glória Maria                 | Jornalista                            | Brasil                          | 1949  | [ 3 ]  |
| 2   | Jean-Pierre Jabouille        | Automobilista                         | França                          | 1942  | [ 4 ]  |
| 3   | Oswald Gomis                 | Prelado                               | Sri Lanka                       | 1932  | [ 5 ]  |
| 3   | Paco Rabanne                 | Estilista                             | Espanha                         | 1934  | [ 6 ]  |
| 3   | José Luiz de Magalhães Lins  | Banqueiro                             | Brasil                          | 1929  | [ 7 ]  |
| 3   | Roberto Purini               | Político                              | Brasil                          | 1937  | [ 8 ]  |
| 4   | Luciano Armani               | Ciclista                              | Itália                          | 1940  | [ 9 ]  |
| 4   | Sherif Ismail                | Político                              | Egito                           | 1955  | [ 10 ] |
| 4   | Marv Kellum                  | Jogador de futebol americano          | Estados Unidos                  | 1952  | [ 11 ] |
| 5   | Pervez Musharraf             | Militar e político                    | Paquistão                       | 1943  | [ 12 ] |
| 5   | Hsing Yün                    | Monge budista                         | Taiwan                          | 1927  | [ 13 ] |
| 5   | Abraham Lempel               | Cientista da computação               | Israel/ Polónia                 | 1936  | [ 14 ] |
| 5   | Roslyn Swartzman             | Pintora                               | Canadá                          | 1931  | [ 15 ] |
| 5   | Gerhard Malnic               | Cientista                             | Brasil/ Itália                  | 1933  | [ 16 ] |
| 6   | Christian Atsu               | Futebolista                           | Gana                            | 1992  | [ 17 ] |
| 6   | John Moeti                   | Futebolista                           | África do Sul                   | 1967  | [ 18 ] |
| 6   | Lubomír Štrougal             | Político                              | Chéquia/ Tchecoslováquia        | 1924  | [ 19 ] |
| 6   | Greta Andersen               | Nadadora                              | Dinamarca                       | 1927  | [ 20 ] |
| 7   | Daniel Defert                | Ativista                              | França                          | 1937  | [ 21 ] |
| 7   | Friedel Lutz                 | Futebolista                           | Alemanha                        | 1939  | [ 22 ] |
| 8   | Miroslav Blažević            | Treinador de futebol                  | Croácia/ Iugoslávia             | 1935  | [ 23 ] |
| 8   | Ivan Silayev                 | Político                              | Rússia/ União Soviética         | 1930  | [ 24 ] |
| 8   | Ignatius Paul Pinto          | Prelado                               | Índia                           | 1925  | [ 25 ] |
| 8   | Burt Bacharach               | Pianista e compositor                 | Estados Unidos                  | 1928  | [ 26 ] |
| 8   | Cody Longo                   | Ator e músico                         | Estados Unidos                  | 1988  | [ 27 ] |
| 9   | Marcos Alonso Peña           | Futebolista                           | Espanha                         | 1959  | [ 28 ] |
| 9   | Vladimir Morozov             | Canoísta                              | Turquemenistão/ União Soviética | 1940  | [ 29 ] |
| 10  | Carlos Saura                 | Cineasta                              | Espanha                         | 1932  | [ 30 ] |
| 10  | Maria Gabriela de Luxemburgo | Nobre                                 | Luxemburgo                      | 1925  | [ 31 ] |
| 10  | Hugh Hudson                  | Cineasta                              | Reino Unido                     | 1936  | [ 32 ] |
| 10  | AKA                          | Músico                                | África do Sul                   | 1988  | [ 33 ] |
| 10  | Jacob L. Mey                 | Professora e linguísta                | Países Baixos                   | 1926  | [ 34 ] |
| 11  | Hans Modrow                  | Político                              | Alemanha                        | 1928  | [ 35 ] |
| 11  | Austin Majors                | Ator                                  | Estados Unidos                  | 1995  | [ 36 ] |
| 11  | Helena Parente Cunha         | Escritora                             | Brasil                          | 1930  | [ 37 ] |
| 12  | Amazonino Mendes             | Político                              | Brasil                          | 1939  | [ 38 ] |
| 12  | Vadim Abdrashitov            | Cineasta                              | Rússia/ União Soviética         | 1945  | [ 39 ] |
| 13  | Leiji Matsumoto              | Mangaká                               | Japão                           | 1938  | [ 40 ] |
| 13  | Tom Luddy                    | Produtor cinematográfico              | Estados Unidos                  | 1943  | [ 41 ] |
| 13  | David Singmaster             | Matemático                            | Estados Unidos                  | 1938  | [ 42 ] |
| 14  | Shoichiro Toyoda             | Empresário                            | Japão                           | 1925  | [ 43 ] |
| 14  | Djalma Limongi Batista       | Cineasta                              | Brasil                          | 1947  | [ 44 ] |
| 14  | Friedrich Cerha              | Compositor e maestro                  | Áustria                         | 1926  | [ 45 ] |
| 14  | Vito Schlickmann             | Prelado                               | Brasil                          | 1928  | [ 46 ] |
| 14  | Jerry Jarrett                | Lutador de wrestling                  | Estados Unidos                  | 1942  | [ 47 ] |
| 15  | Raquel Welch                 | Atriz                                 | Estados Unidos                  | 1940  | [ 48 ] |
| 15  | Brigitte Smadja              | Escritora                             | França/ Tunísia                 | 1955  | [ 49 ] |
| 15  | Paul Berg                    | Químico                               | Estados Unidos                  | 1926  | [ 50 ] |
| 15  | Gilbert Rist                 | Professor                             | Suíça                           | 1938  | [ 51 ] |
| 16  | Tim Lobinger                 | Atleta                                | Alemanha                        | 1972  | [ 52 ] |
| 16  | Tony Marshall                | Cantor                                | Alemanha                        | 1938  | [ 53 ] |
| 16  | Michel Deville               | Cineasta                              | França                          | 1931  | [ 54 ] |
| 17  | Stella Stevens               | Atriz                                 | Estados Unidos                  | 1938  | [ 55 ] |
| 17  | João Salgueiro               | Economista e político                 | Portugal                        | 1934  | [ 56 ] |
| 18  | Petar Zhekov                 | Futebolista                           | Bulgária                        | 1944  | [ 57 ] |
| 19  | Richard Belzer               | Ator                                  | Estados Unidos                  | 1944  | [ 58 ] |
| 19  | Greg Foster                  | Atleta                                | Estados Unidos                  | 1958  | [ 59 ] |
| 19  | Jansen Panettiere            | Ator                                  | Estados Unidos                  | 1994  | [ 60 ] |
| 20  | Miklos Lendvai               | Futebolista e treinador               | Hungria                         | 1975  | [ 61 ] |
| 21  | Amancio Amaro                | Futebolista                           | Espanha                         | 1939  | [ 62 ] |
| 21  | Simone Segouin               | Combatente                            | França                          | 1925  | [ 63 ] |
| 21  | Iris de Araújo               | Política                              | Brasil                          | 1943  | [ 64 ] |
| 22  | Germano Mathias              | Cantor e compositor                   | Brasil                          | 1934  | [ 65 ] |
| 22  | Ahmed Qorei                  | Político                              | Palestina                       | 1937  | [ 66 ] |
| 22  | Mestre Piticaia              | Produtor cultural                     | Brasil                          | 1940  | [ 67 ] |
| 23  | Slim Borgudd                 | Automobilista e músico                | Suécia                          | 1946  | [ 68 ] |
| 24  | Maurizio Costanzo            | Apresentador e professor              | Itália                          | 1938  | [ 69 ] |
| 24  | Walter Mirisch               | Produtor de cinema                    | Estados Unidos                  | 1921  | [ 70 ] |
| 25  | Gordon Pinsent               | Ator                                  | Canadá                          | 1930  | [ 71 ] |
| 25  | Corinna Miazga               | Política                              | Alemanha                        | 1983  | [ 72 ] |
| 26  | Alberto Mario González       | Futebolista                           | Argentina                       | 1941  | [ 73 ] |
| 26  | Francisco Osorto             | Futebolista                           | El Salvador                     | 1957  | [ 74 ] |
| 26  | Bob Richards                 | Atleta                                | Estados Unidos                  | 1926  | [ 75 ] |
| 26  | Mário Lucunde                | Bispo                                 | Angola                          | 1957  | [ 76 ] |
| 27  | Gérard Latortue              | Político                              | Haiti                           | 1934  | [ 77 ] |
| 27  | Grant Turner                 | Futebolista                           | Nova Zelândia                   | 1958  | [ 78 ] |
| 28  | Roque Aras                   | Político                              | Brasil                          | 1932  | [ 79 ] |
| 28  | Manoel Junior                | Político                              | Brasil                          | 1964  | [ 80 ] |